# Anu Tali
Anu Tali (Tallinn, 1972. június 18. –) észt karmester.

## Élete
Tallinnban született 1972. június 18-án. Édesanyja, Anne Tali észt matematikus, a Tallinni Egyetem professzor emeritusa. Ikertestvére, Kadri Tali az Észt Nemzeti Szimfonikus Zenekar igazgatója, politikus. Zenei képzését zongoraművészként kezdte, majd 1991-ben végzett a Tallinni Zenei Középiskolában.
Tanulmányait az Észt Zeneakadémián folytatta Kuno Areng, Toomas Kapten és Roman Matsov mellett. 1998 és 2000 között a Szentpétervári Állami Konzervatóriumban tanult Ilja Musinnál, majd Leonyid Korcsmarnál. 1995-ben Jorma Panula tanítványa volt a helsinki Sibelius Akadémián. 1997-ben Tali és ikertestvére, Kadri Tali megalapította az Észt-Finn Szimfonikus Zenekart, melynek a karmestere Anu, a menedzsere pedig Kadri lett. A zenekar később felvette az Északi Szimfonikus Zenekar nevet. Tali és az Északi Szimfonikus Zenekar 2002-ben mutatkozott be.
2005 januárjában debütált az Egyesült Államokban a New Jersey Symphony Orchestra karmestereként.
2006 nyarán a Savonlinnai Operafesztiválon lépett fel Georges Bizet: Carmenjének új feldolgozásával, valamint a Salzburgi Ünnepi Játékokon a Mozarteum Zenekarral. Kortárs zenei munkái közé tartozik Heiner Goebbels Songs of Wars I Have Seen című művének amerikai ősbemutatójának vezénylése.
2011 februárjában lépett fel először vendégkarmesterként a Sarasota Orchestra-val. 2013 júniusában a Sarasota Orchestra őt nevezte ki következő zenei igazgatójának, 2013. augusztus 1-jei hatállyal, 3 éves szerződéssel. A zenekar 2016-ban további 3 évvel meghosszabbította szerződését, de 2019-ben lemondott a zenei igazgatói tisztségről.

## Magánélete
A férje, Hendrik Agur, a tallinni Gustav Adolf Gimnázium igazgatója. 2014-ben házasodtak össze, a párnak 2015 májusában született gyermeke.

## Elismerései, díjai
- Észtországi Kulturális Díj (2003)
- Észtország Elnökének Díja (2004)[9]

## Fordítás
- Ez a szócikk részben vagy egészben  az   Anu Tali című angol Wikipédia-szócikk ezen változatának fordításán alapul.  Az eredeti cikk szerkesztőit annak laptörténete sorolja fel. Ez a jelzés csupán a megfogalmazás eredetét és a szerzői jogokat jelzi, nem szolgál a cikkben szereplő információk forrásmegjelöléseként.